# 吉胡町
吉胡町（よしごちょう）は、愛知県田原市の地名。17の小字が設置されている。

## 地理
旧田原町北東部に位置する。西は田原町、北は浦町に接する。

### 字一覧
字名は以下の通りである。
| - 北新地（きたしんち） - 郷中（ごうなか） - 権十（ごんじゅう） - 蔵王（ざおう） - 清水（しみず） - 下畑（しもはた） | - 下屋敷（しもやしき） - 瀬戸田（せどた） - 高畑（たかはた） - 中新地（なかしんち） - 木綿台（もめんだい） - 木綿畑（もめんばた） | - 矢崎（やさき） - 矢崎下（やさきした） - 山瀬（やませ） - 山田（やまだ） - 吉胡下（よしごした） |

## 歴史

### 地名の由来
一方ないしは三方が高くなった地形、もしくは曲がりくねった小石の小径を指す「胡」とその瑞祥を願った命名であるという。

### 沿革
- 南北朝時代〜室町時代 - 吉胡御厨が当地に所在した[7]。
- 江戸時代 - 三河国渥美郡の田原藩領の吉胡村として所在[7]。
- 元禄7年 - 田原湾を干拓し、吉尾新田および吉胡新田を造成する[7]。
- 1889年（明治22年） - 合併に伴い、童浦村大字吉胡となる[7]。
- 1906年（明治39年） - 合併に伴い、田原町大字吉胡となる[7]。

## 世帯数と人口
2015年（平成27年）10月1日現在の世帯数と人口は以下の通りである。
| 町丁   | 世帯数  | 人口    |
| ------ | ------- | ------- |
| 吉胡町 | 645世帯 | 1,559人 |

### 人口の変遷
国勢調査による人口の推移
| 2005年（平成17年） | 1,762人 | [ 8 ] |  |
| 2010年（平成22年） | 1,457人 | [ 9 ] |  |
| 2015年（平成27年） | 1,559人 | [ 2 ] |  |

## 学区
市立小・中学校に通う場合、学区は以下の通りとなる。また、公立高等学校に通う場合の学区は以下の通りとなる。
| 番・番地等 | 小学校             | 中学校             | 高等学校 |
| ---------- | ------------------ | ------------------ | -------- |
| 全域       | 田原市立童浦小学校 | 田原市立田原中学校 | 三河学区 |

## 施設
- 吉胡貝塚[5]
- 神明社[5]
- 曹洞宗東光寺[5]

## その他

### 日本郵便
- 郵便番号 : 441-3402[3]（集配局：田原郵便局[12]）。